# Dekanat Sušice - Nepomuk
Dekanat Sušice - Nepomuk – jeden z 10 dekanatów diecezji czeskobudziejowickiej w Czechach. W jego skład wchodzi 46 parafii. 

## Lista parafii
| Lp. | Miejscowość              | Parafia                                        |
| --- | ------------------------ | ---------------------------------------------- |
| 1   | Albrechtice u Sušice     | Parafia Świętych Apostołów Piotra i Pawła      |
| 2   | Budětice                 | Parafia Świętych Apostołów Piotra i Pawła      |
| 3   | Budislavice              | Parafia św. Idziego                            |
| 4   | Bukovník                 | Parafia św. Wacława                            |
| 5   | Čachrov                  | Parafia św. Wacława                            |
| 6   | Dlouhá Ves               | Parafia św. Filipa i św. Jakuba                |
| 7   | Dobrá Voda               | Parafia św. Guntera                            |
| 8   | Hartmanice               | Parafia św. Katarzyny                          |
| 9   | Hlavňovice               | Parafia św. Jana Nepomucena                    |
| 10  | Horažďovice              | Parafia Świętych Apostołów Piotra i Pawła      |
| 11  | Hory Matky Boží          | Parafia Imienia Najświętszej Maryi Panny       |
| 12  | Hradešice                | Parafia Przemienienia Pańskiego                |
| 13  | Hůrka                    | Parafia św. Wincentego Ferreriusza             |
| 14  | Chanovice                | Parafia Podwyższenia Krzyża Świętego           |
| 15  | Javorná na Šumavě        | Parafia św. Anny                               |
| 16  | Kasejovice               | Parafia św. Jakuba Starszego Apostoła          |
| 17  | Kašperské Hory           | Parafia św. Małgorzaty                         |
| 18  | Kolinec                  | Parafia św. Jakuba Starszego Apostoła          |
| 19  | Kotouň                   | Parafia Narodzenia Najświętszej Maryi Panny    |
| 20  | Kvášňovice               | Parafia św. Bartłomieja                        |
| 21  | Malý Bor                 | Parafia św. Marii Magdaleny                    |
| 22  | Mlázovy                  | Parafia św. Jana Chrzciciela                   |
| 23  | Mouřenec                 | Parafia św. Maurycego i towarzyszy             |
| 24  | Myslív                   | Parafia Wniebowzięcia Najświętszej Maryi Panny |
| 25  | Nalžovské Hory           | Parafia św. Katarzyny                          |
| 26  | Nepomuk                  | Parafia św. Jakuba Starszego Apostoła          |
| 27  | Nezamyslice u Horažďovic | Parafia Wniebowzięcia Najświętszej Maryi Panny |
| 28  | Pačejov                  | Parafia Matki Bożej Śnieżnej                   |
| 29  | Petrovice u Sušice       | Parafia Świętych Apostołów Piotra i Pawła      |
| 30  | Prádlo                   | Parafia Podwyższenia Krzyża Świętego           |
| 31  | Prášily                  | Parafia św. Prokopa Opata                      |
| 32  | Rabí                     | Parafia św. Jana Nepomucena                    |
| 33  | Rejštejn                 | Parafia św. Bartłomieja                        |
| 34  | Srní                     | Parafia Trójcy Przenajświętszej                |
| 35  | Strašín                  | Parafia Narodzenia Najświętszej Maryi Panny    |
| 36  | Sušice                   | Parafia św. Wacława                            |
| 37  | Svojšice u Sušice        | Parafia św. Jana Chrzciciela                   |
| 38  | Těchonice                | Parafia św. Filipa i św. Jakuba                |
| 39  | Velhartice               | Parafia Narodzenia Najświętszej Maryi Panny    |
| 40  | Velký Bor                | Parafia Narodzenia św. Jana Chrzciciela        |
| 41  | Vrčeň                    | Parafia św. Wawrzyńca                          |
| 42  | Zavlekov                 | Parafia Trójcy Przenajświętszej                |
| 43  | Zbynice                  | Parafia Zwiastowania Pańskiego                 |
| 44  | Zhůří                    | Parafia Trójcy Przenajświętszej                |
| 45  | Železná Ruda             | Parafia Matki Bożej Pomocy                     |
| 46  | Žihobce                  | Parafia Przemienienia Pańskiego                |